# Tamūzān
Tamūzān (persiska: تموزان, تُوميزان) är en ort i Iran.   Den ligger i provinsen Hamadan, i den nordvästra delen av landet, 210 km väster om huvudstaden Teheran. Tamūzān ligger 1 774 meter över havet och antalet invånare är 200.
Terrängen runt Tamūzān är lite kuperad. Runt Tamūzān är det ganska glesbefolkat, med 47 invånare per kvadratkilometer. Närmaste större samhälle är Razan, 14,9 km nordväst om Tamūzān. Trakten runt Tamūzān består till största delen av jordbruksmark.